# Paul Manseck
Paul Manseck (* 30. März 1879 in Zottwitz, Kreis Ohlau; † nicht ermittelt) war ein deutscher Seminarlehrer und Politiker (Zentrum).
Manseck besuchte das Matthias-Gymnasium in Breslau und studierte dann an der Universität Breslau und an der Universität Straßburg Erdkunde, Mathematik und Physik. Nach dem Staatsexamen arbeitete er zunächst als Lehrer an höheren Schulen, wandte sich dann aber der Lehrerausbildung zu. Nach einer Tätigkeit am Lehrerseminar in Habelschwerdt wurde er 1915 Direktor des Lehrerseminars in Paradies, 1927 Studiendirektor der Staatlichen Aufbauschule in Paradies.
Manseck war in der Deutschen Zentrumspartei aktiv. Er war Mitglied des Kreistags des Kreises Meseritz und Mitglied des Provinziallandtages der Grenzmark Posen-Westpreußen. Für den Zeitraum von Januar 1930 bis April 1933 wurde er vom Provinziallandtag als stellvertretendes Mitglied in den Preußischen Staatsrat gewählt.